# Angelika Terliuha
Angelika Volodýmyrivna Terliuha (en ucraïnès: Анжеліка Володимирівна Терлюга; transliteració internacional: Anzhelika Terliuga; Odessa, 27 de març de 1992) és una karateka ucraïnesa. Competidora a la categoria dels 55kg kumite, va guanyar la medalla d'argent el 5 d'agost de 2021 als Jocs Olímpics d'Estiu de 2020, que se celebraren a Tòquio el 2021 per culpa de la pandèmia de COVID-19.

## Palmarès internacional
| Jocs Olímpics     | Jocs Olímpics          | Jocs Olímpics | Jocs Olímpics |
| Any               | Indret                 | Medalla       | Categoria     |
| ----------------- | ---------------------- | ------------- | ------------- |
| 2020              | Tòquio ( Japó)         | 2             | 55 kg kumite  |
| Campionat Europeu |                        |               |               |
| Any               | Indret                 | Medalla       | Categoria     |
| 2019              | Guadalajara ( Espanya) | 1             | Equip kumite  |
| 2018              | Novi Sad ( Sèrbia)     | 1             | 55 kg kumite  |
| 2017              | Izmit ( Turquia)       | 1             | Equip kumite  |
| 2017              | Izmit ( Turquia)       | 3             | 55 kg kumite  |